# Итикава, Дайсукэ
Дайсукэ Итикава (яп. 市川 大祐 Итикава Дайсукэ, 14 мая 1980 года, Симидзу, Сидзуока) — японский футболист. Участник летних Азиатских игр 1998 года.

## Карьера
На протяжении своей футбольной карьеры выступал за клубы «Симидзу С-Палс», «Ванфоре Кофу», «Мито Холлихок», «Фудзиэда МИФК», «Имабари» и «Ванрауре Хатинохе».

## Национальная сборная
С 1998 по 2002 год сыграл за национальную сборную Японии 10 матчей.

## Статистика за сборную
| Сборная Японии | Сборная Японии | Сборная Японии |
| Год            | Матчи          | Голы           |
| -------------- | -------------- | -------------- |
| 1998           | 1              | 0              |
| 1999           | 0              | 0              |
| 2000           | 0              | 0              |
| 2001           | 0              | 0              |
| 2002           | 9              | 0              |
| Итого          | 10             | 0              |

## Достижения
- Кубок Императора; 2001